# Sant Pere de Riu
Sant Pere de Riu és una església del municipi de Tordera (Maresme) protegida com a bé cultural d'interès local. Pertany a Tordera, però formava part de l'antic terme d'Hortsavinyà i des del punt de vista popular i eclesiàstic ha estat sempre vinculada a la parròquia de Pineda de Mar. Se la coneix també amb el nom de Sant Pere de Pineda.

## Descripció
El conjunt de Sant Pere de Riu, format per l'església i les edificacions annexes, entre les quals hi ha la rectoria, i el comunidor, es troba a prop de la població de Pineda d'on surt la carretera que hi porta.

### Església
L'església romànica primitiva va ser objecte de modificacions i ampliacions especialment a partir del segle xvi. El temple manté l'estructura romànica d'una nau amb absis semicircular i l'accés al mur de migdia. L'absis a l'exterior està decorat amb les característiques arcuacions llombardes separades per lesenes i presenta una finestra de doble esqueixada. Al mur de migdia es conserva també la decoració de tipus llombard i dues finestres romàniques. La portalada actual, però, és barroca. L'any 1744 es realitza un nou accés a la façana de ponent. A l'interior s'han obert capelles i la sagristia al costat de tramuntana. La coberta de la nau i de l'absis van ser sobrealçats i, a l'exterior, el teulat es modificà a una sola vessant. La torre campanar de planta quadrada s'alça a tocar del costat nord de l'absis. Tot i que la base sembla antiga, el pis superior amb una doble obertura i el coronament piramidal són possiblement del segle xvi.

### Rectoria
Casa formada per dos cossos que fan angle, un dels quals està adossat a l'església. Té diverses portes, una al cantó de la façana barroca, la principal, davant la paret oposada a la façana i una altra de recent construcció al darrere, mirant la vall de la riera.
La porta principal es troba a la plaça que formen l'església i la rectoria, mirant a nord. És d'arc rodó dovellat. Les finestres són totes quadrades amb llinda rectangular simple, per la qual cosa ens fa suposar que no és anterior al segle xv i que potser és de la mateixa època que les obres efectuades al campanar al segle xvi. A la façana de llevant, al costat de la façana barroca i de la porta principal de l'església, hi ha dos rellotges de sol esgrafiats, un del molt gastat i l'altre repintat amb la data de 1700.

### Torre de l'església - comunidor
Torre mirador unit al conjunt parroquial de Sant Pere de Riu per un petit pont de pedra. És una edificació de planta quadrangular amb dues finestres, construïda amb parets de pedra d'un aparell molt rústec, que Marià Ribas considera visigòtic. S'accedeix a l'interior per una porta sota el pont, al camí en direcció a la façana de l'església. L'interior és una volta i la coberta és un mirador de pedra que conserva parcialment els materials antics. Des del mirador es domina tota la vall.

## Història
La parròquia de Sant Pere de Riu surt documentada per primera vegada el 1185 en l'establiment d'unes terres a Riu d'Alfatà. L'any 1246, juntament amb la parròquia de Santa Maria de Pineda és encomanada al monestir de Sant Salvador de Breda a través d'una butlla del papa Innocenci IV. El 1362 passà a dependre de la Catedral de Girona, com totes les parròquies de la zona. El 1367 se l'anomena Sabcti Patri de Pineda, segons l'acta de visita del bisbe de Girona. Fins al segle xvi, l'església de Pineda era sufragània de la de Sant Pere de Riu.
Durant molts segles va tenir sacerdot propi, però posteriorment se'n va fer càrrec el rector de Pineda. El 1985 va ser novament oberta al culte, mentre que la rectoria era habilitada com a casa de colònies.
Al camí d'accés a l'església va ser descoberta una necròpolis altomedieval amb lloses sepulcrals que procedeixen d'enterraments realitzats dins l'església, amb motius heràldics esgrafiats, tres de les quals fan de graons d'accés al temple i les altres dues es conserven als parterres davant la porta.
Al cementiri fou sebollit, en 2014, el modista Manuel Pertegaz.